# Anthophora sinensis
Anthophora sinensis är en biart som först beskrevs av Wu 1982.  Anthophora sinensis ingår i släktet pälsbin, och familjen långtungebin. Inga underarter finns listade i Catalogue of Life.